# Liste du patrimoine mondial en Corée du Nord
Cet article recense les sites inscrits au patrimoine mondial en Corée du Nord.

## Statistiques
La Corée du Nord (République populaire démocratique de Corée pour l'UNESCO) accepte la Convention pour la protection du patrimoine mondial, culturel et naturel le 21 juillet 1998. Le premier site protégé est inscrit en 2004.
En 2055, la Corée du Nord compte 3 sites inscrits au patrimoine mondial, 2 culturels et 1 mixte.
Le pays a également soumis 4 sites à la liste indicative, 1 culturel, 2 naturels et 1 mixte.

## Listes

### Patrimoine mondial
Les sites suivants sont inscrits au patrimoine mondial.
| Id.  | Bien                                      | Province(s)                                | Année | Superficie (ha) | Critères et notes                                                                                       | Coordonnées                                                 | Illus. |
| ---- | ----------------------------------------- | ------------------------------------------ | ----- | --------------- | --- | ----------------------------------------------------------- | ------ |
| 1091 | Ensemble des tombes de Koguryo            | Hwanghae du Sud, Pyongyang, Pyongan du Sud | 2004  | 233             | Culturel, (i), (ii), (iii), (iv)                                                                        | 38° 51′ 47″ N, 125° 24′ 54″ E                               |        |
| 1642 | Mont Kumgang – mont du Diamant de la mer  | Kangwon                                    | 2025  | 19 827,86       | Mixte, (iii), (vii) 2 sites : zone extérieure de Kumgang-intérieure de Kumgang, zone de la lagune Samil | 38° 39′ 37″ N, 128° 08′ 15″ E 38° 41′ 07″ N, 128° 18′ 06″ E |        |
| 1278 | Monuments et sites historiques de Kaesong | Hwanghae du Nord                           | 2013  | 494             | Culturel, (ii), (iii)                                                                                   | 37° 58′ 55″ N, 126° 30′ 29″ E                               |        |

### Liste indicative
Les sites suivants sont inscrits sur la liste indicative.
| Site                                                         | Province         | Type                                  | Date | Superficie (ha) | Lien | Notes | Coordonnées                        | Illus. |
| ------------------------------------------------------------ | ---------------- | ------------------------------------- | ---- | --------------- | ---- | ----- | ---------------------------------- | ------ |
| Reliques historiques de Pyongyang                            | Pyongyang        | Culturel (i), (ii), (iii), (iv), (vi) | 2000 |                 | 1424 |       | 39° 01′ 01″ nord, 125° 43′ 59″ est |        |
| Chilbosan                                                    | Hamgyong du Nord | Naturel (vii), (viii), (ix)           | 2000 |                 | 1427 |       | 41° 03′ nord, 129° 36′ est         |        |
| Grottes de la région de Kujang                               | Pyongan du Nord  | Naturel (vii), (viii), (ix)           | 2000 |                 | 1426 |       | 39° 51′ nord, 126° 06′ est         |        |
| Monts Myohyang et les reliques dans et autour de la montagne | Pyongan du Nord  | Mixte                                 | 2000 |                 | 1422 |       | 40° 00′ 00″ nord, 126° 13′ 01″ est |        |